# ハットゥシャ
ハットゥシャ（ヒッタイト語: 𒌷𒄩𒀜𒌅𒊭 - URUHattuşa）またはハットゥシャシュ （トルコ語: Hattuşaş）は、トルコの首都アンカラより東に145キロメートルのボアズカレ（旧・ボアズキョイ）近郊、海抜1000メートルほどの丘陵地帯にある遺跡。紀元前17世紀 - 紀元前13世紀に繁栄したヒッタイト帝国の都。

## 概要
1834年に旅行家でフランス人考古学者のチャールズ・テキシェによって発見された。この大規模な古代都市の廃墟にはレリーフや象形文字の刻まれた大きな壁が残されていた。当時の考古学者達はあまり関心を寄せなかったが、その後40年ほどの間に同様のレリーフ、彫像や石碑がアナトリアとシリアの各地で続々と発見され、共通の文字と広大な領土を持った古代文明の存在が浮かび上がってきた。1906～1907年の間にドイツ人考古学者のフーゴー・ウィンクラーなどの指導で発掘調査がおこなわれ、大神殿跡、突撃門や上の街神殿群跡、獅子門などが確認されている。1986年、ユネスコの世界遺産に登録された。

## 登録基準
この世界遺産は世界遺産登録基準のうち、以下の条件を満たし、登録された（以下の基準は世界遺産センター公表の登録基準からの翻訳、引用である）。
- (1) 人類の創造的才能を表現する傑作。
- (2) ある期間を通じてまたはある文化圏において、建築、技術、記念碑的芸術、都市計画、景観デザインの発展に関し、人類の価値の重要な交流を示すもの。
- (3) 現存するまたは消滅した文化的伝統または文明の、唯一のまたは少なくとも稀な証拠。
- (4) 人類の歴史上重要な時代を例証する建築様式、建築物群、技術の集積または景観の優れた例。

## ギャラリー

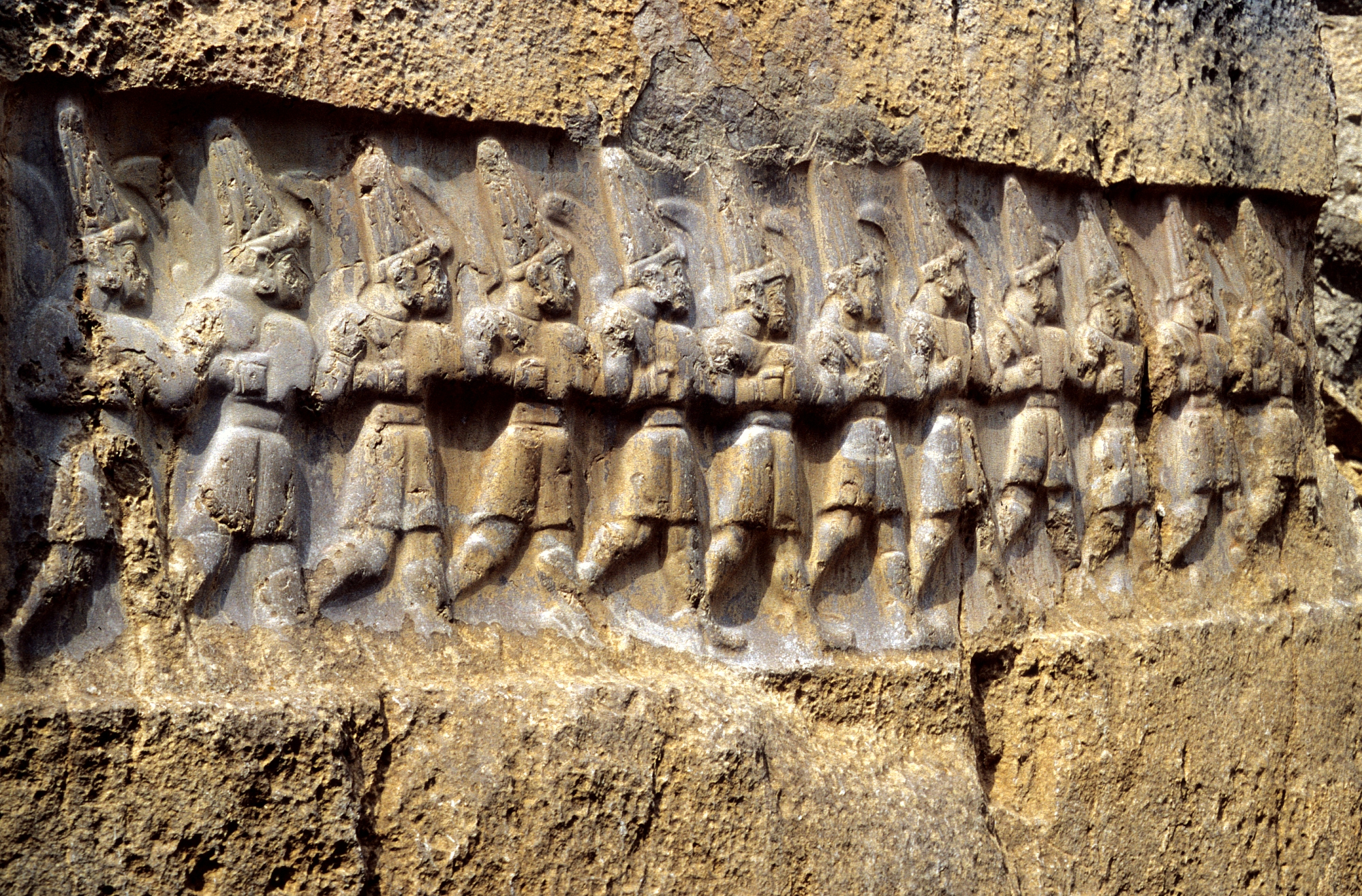
ハットゥシャの聖地ヤズルカヤの地下遺跡にみえる12神
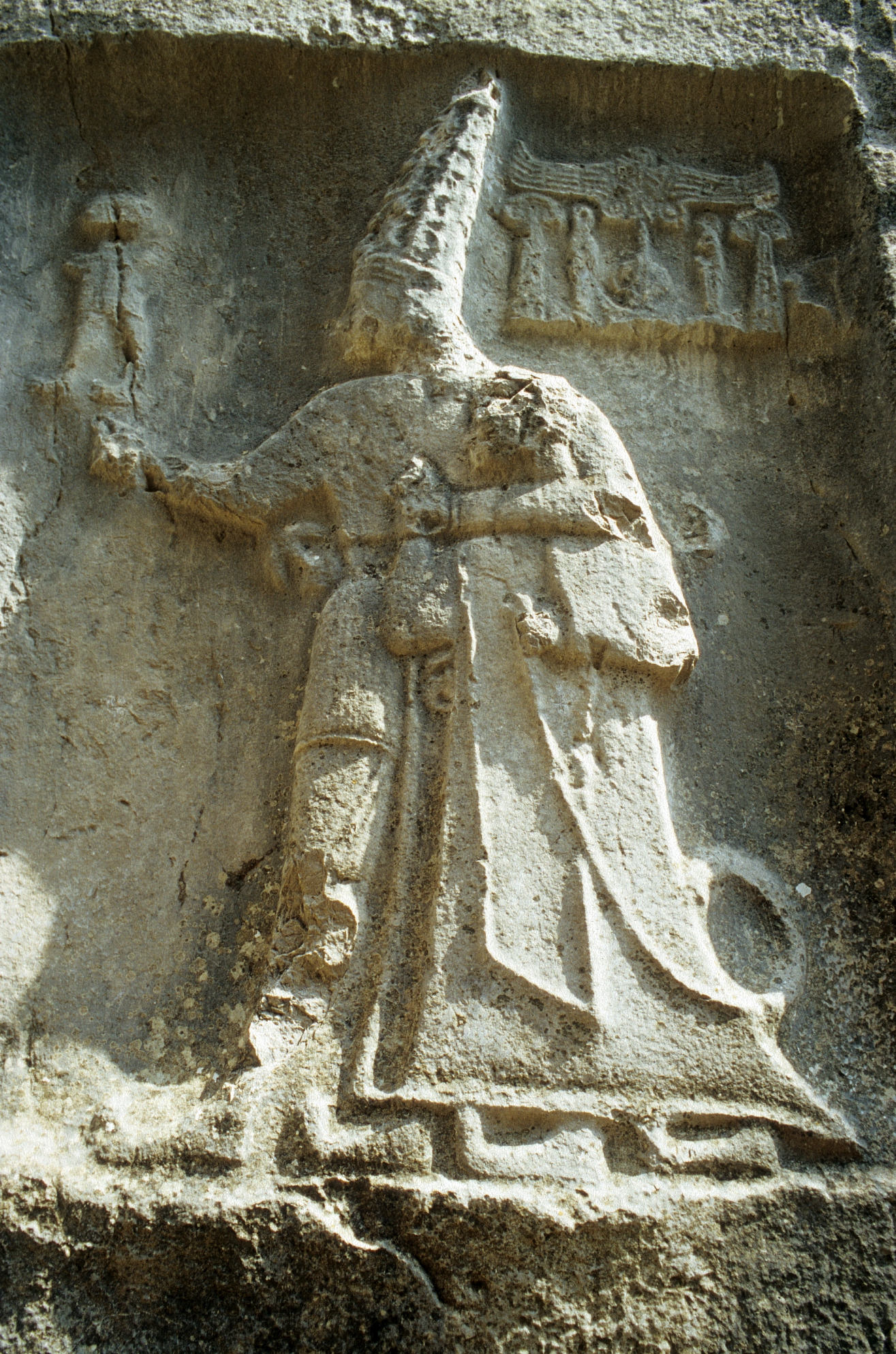
シャルマ神とトゥドハリヤ王を描いた石彫（紀元前約1250年-1220年）
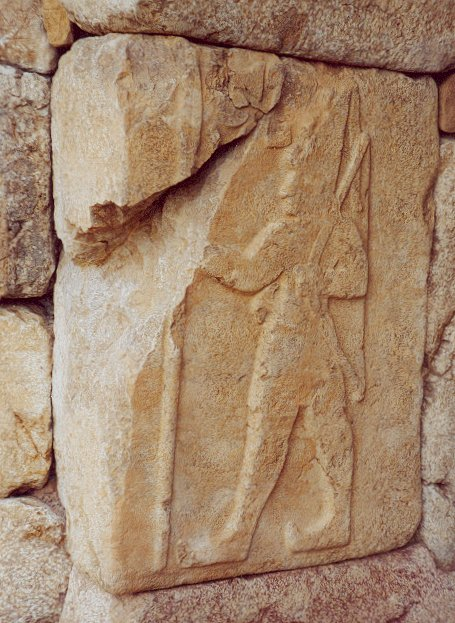
シュッピルリウマ2世のレリーフ
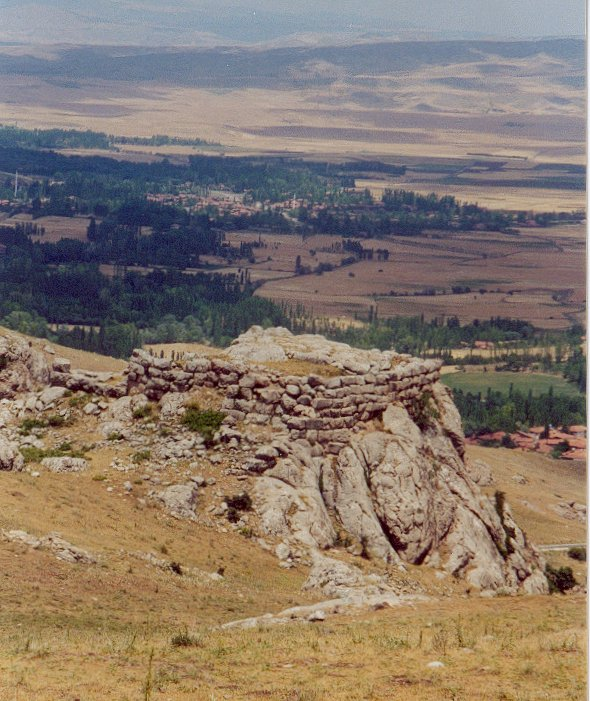
イェニジェカレ (yenicekale) に残るヒッタイトの廃墟
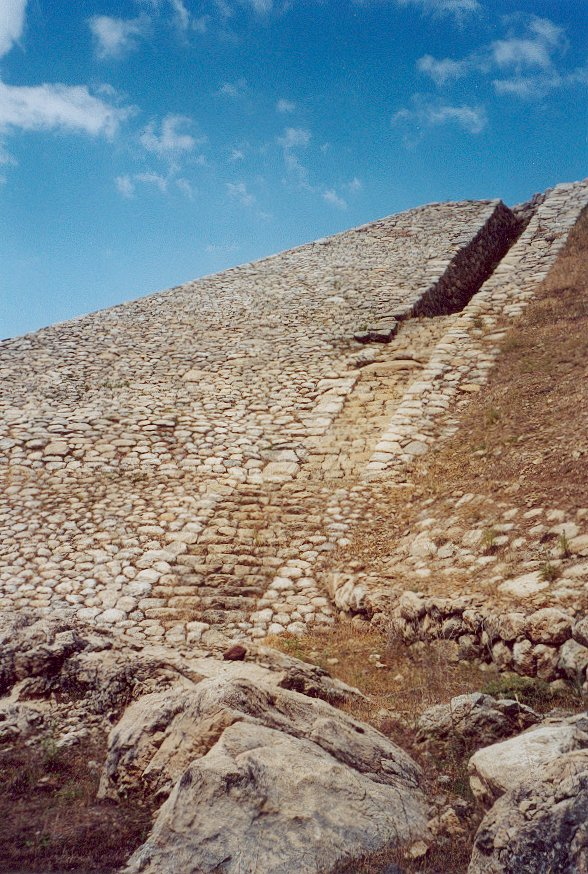
ハットゥシャの城壁
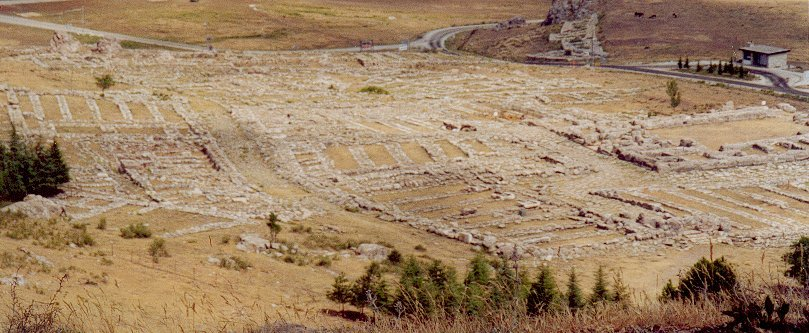
ハットゥシャの大神殿
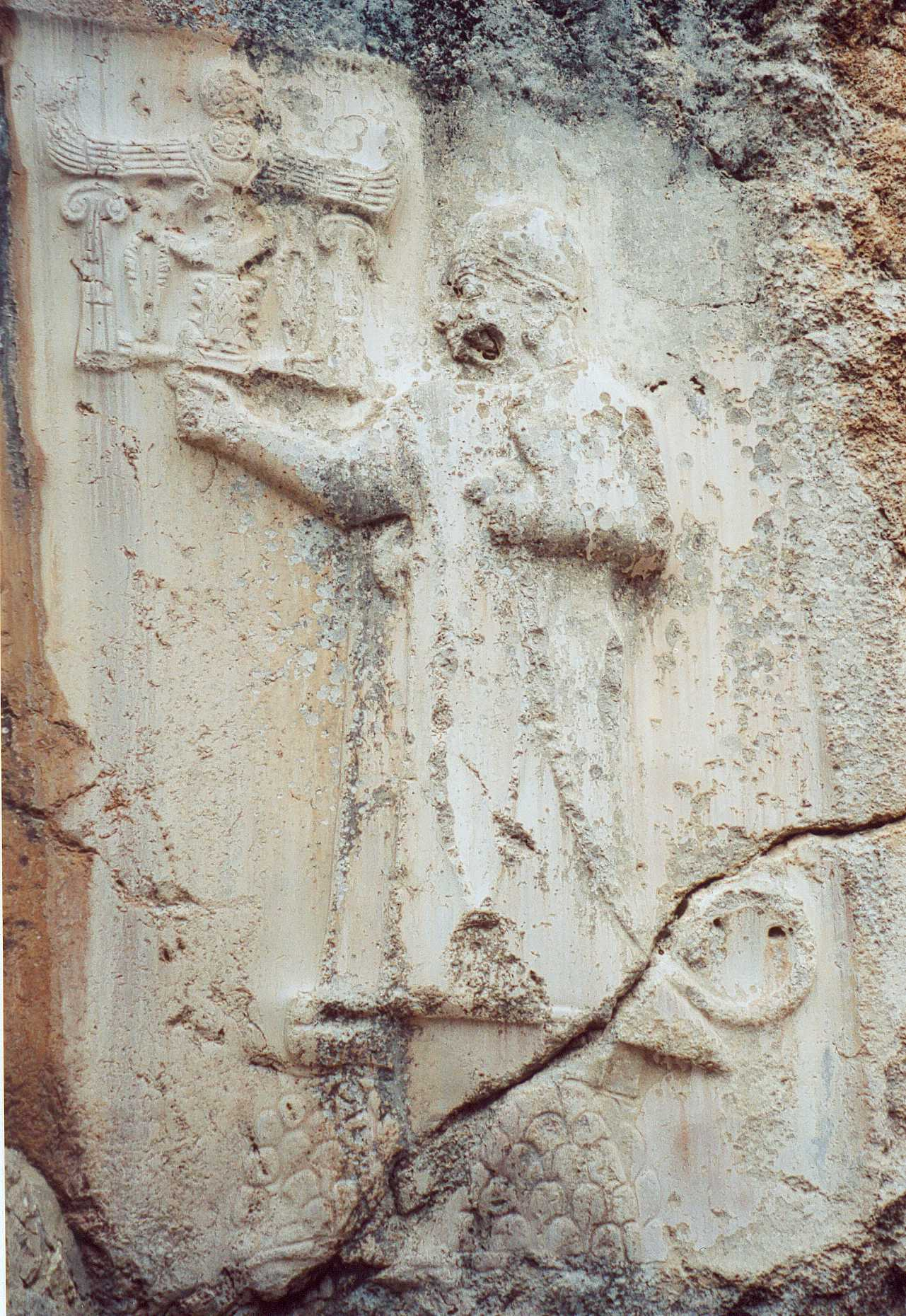
ヤズルカヤにあるトゥドハリヤ4世像。左上隅はルウィ語のヒエログリフで彼の名を記したカルトゥーシュ
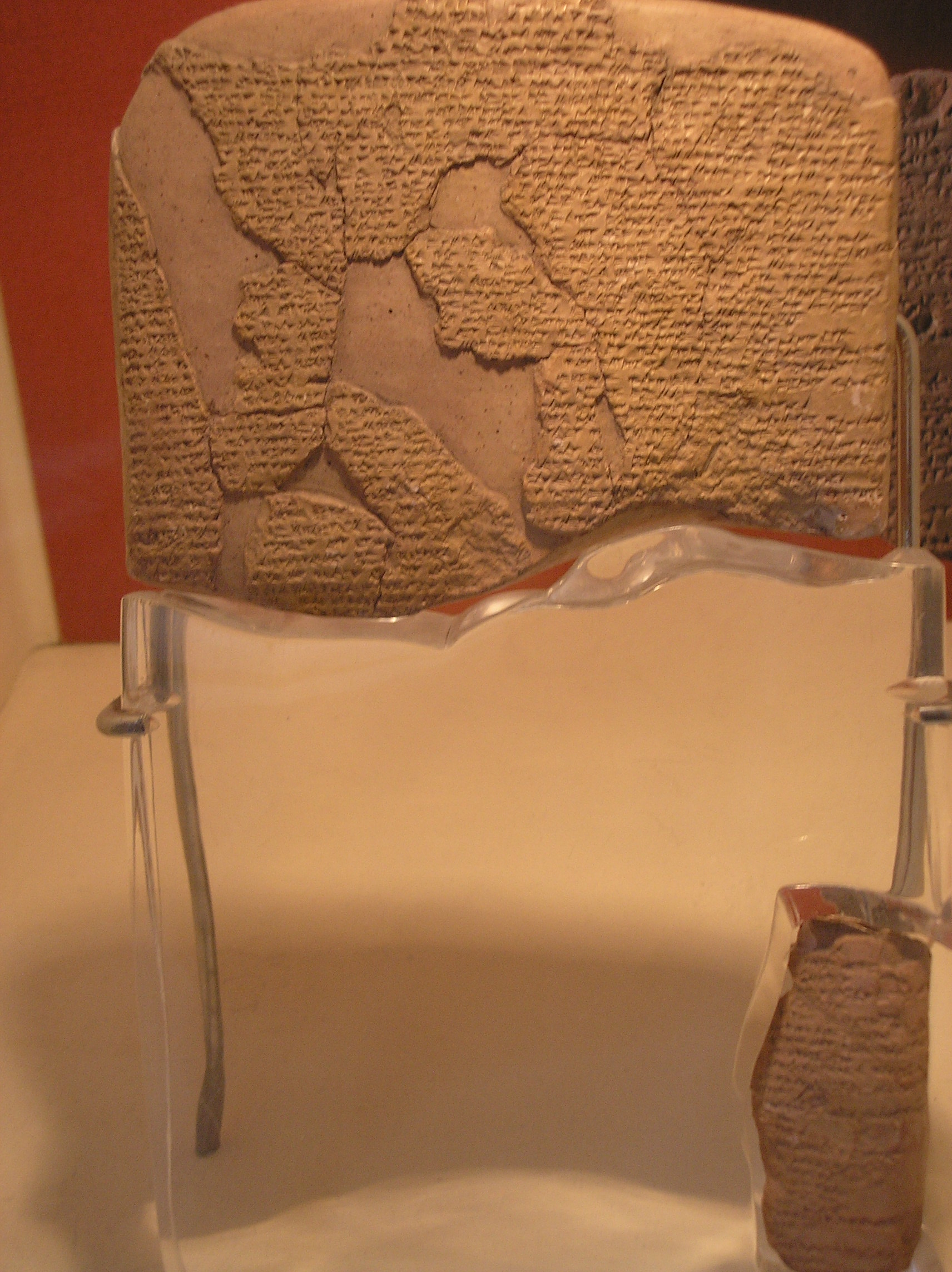
ハットゥシャで発見された、ヒッタイト・エジプト和平条約を記した粘土板文書（イスタンブール考古学博物館）
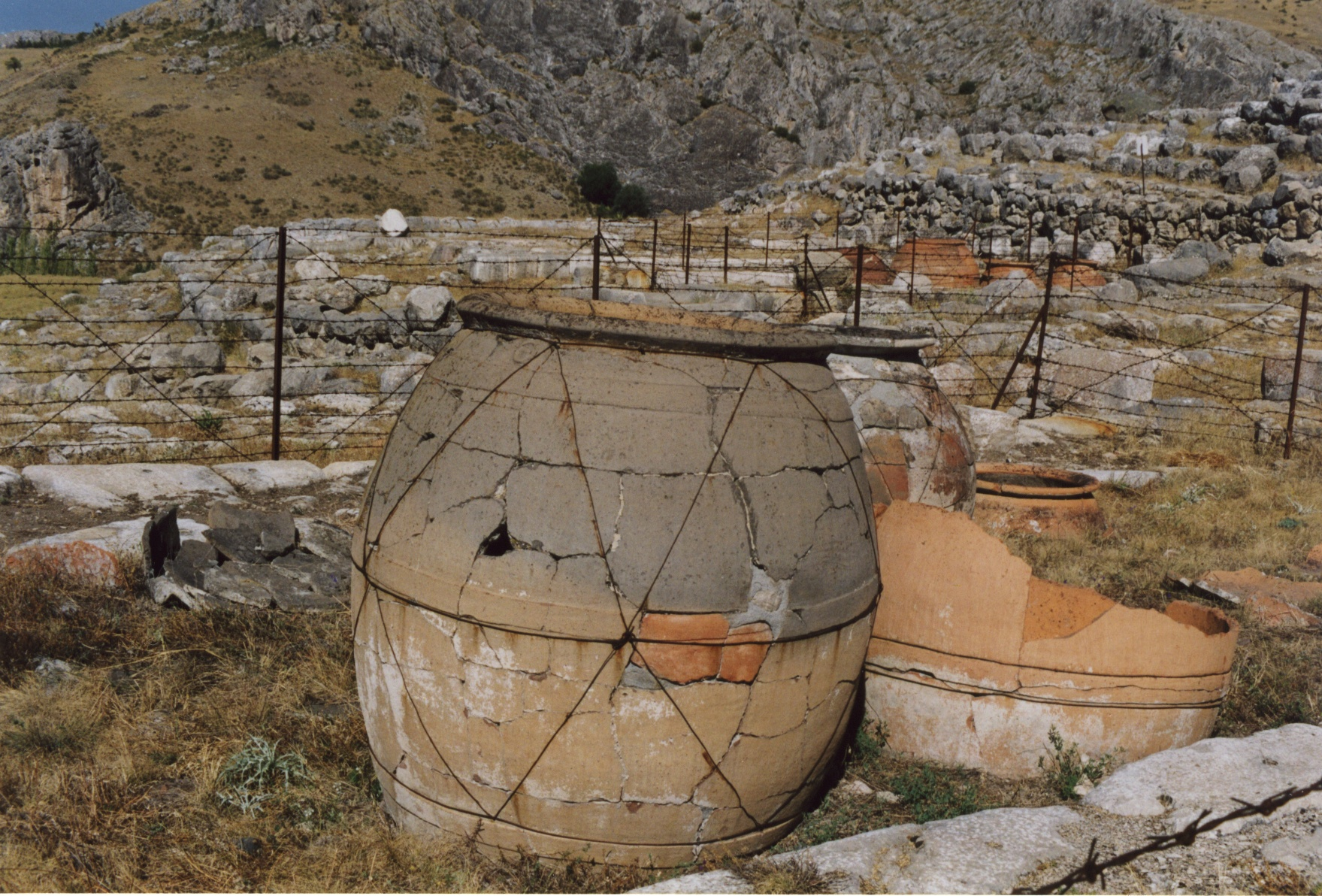
遺跡の陶器
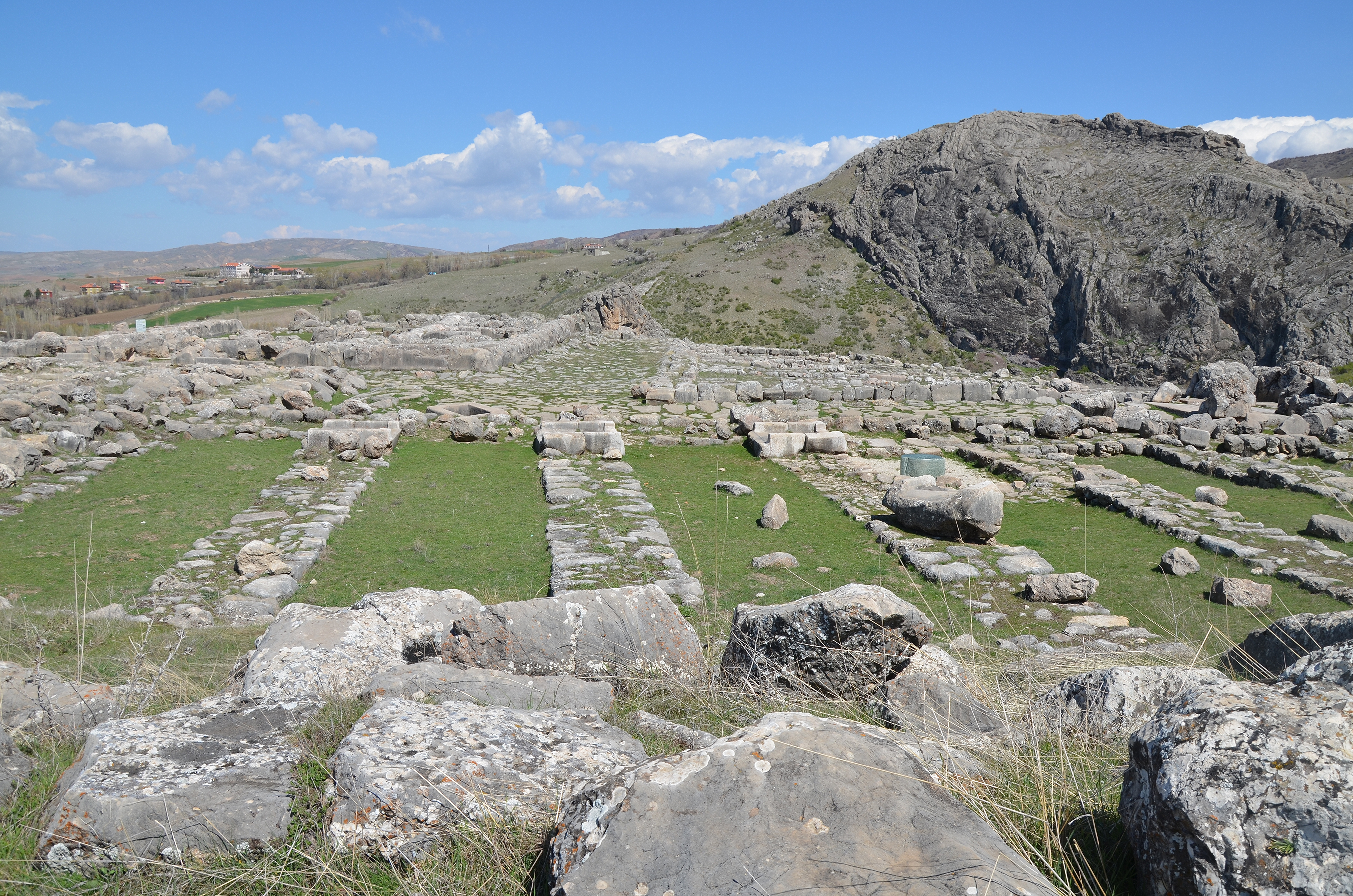
神殿跡